# Pointe des Buffettes
La pointe des Buffettes est un sommet de France situé dans le massif de la Vanoise, en Savoie.

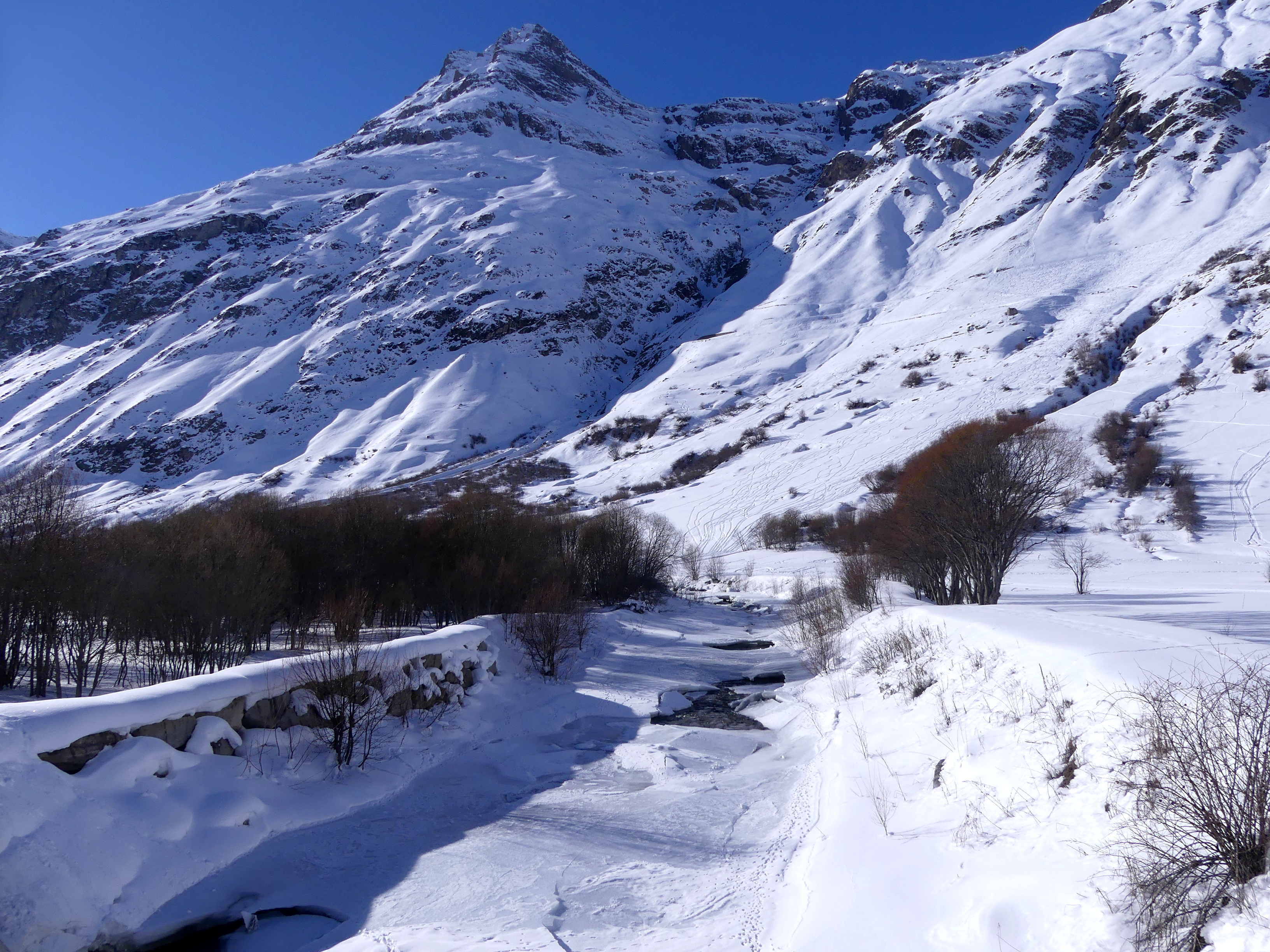
La pointe des Buffettes dominant Bonneval-sur-Arc.